# Bleret
Bleret is een dorp in de Belgische provincie Luik en een deelgemeente van de stad Borgworm. Het was een zelfstandige gemeente tot het bij de fusie van 1971 toegevoegd werd aan de gemeente Borgworm.
Bleret ligt op 3 kilometer ten oosten van de stadskern van Borgworm en ten noorden van de spoorlijn van Brussel naar Luik waar het dorp sinds 1890 een spoorweghalte heeft. De bewoning situeert zich voornamelijk in de dichtbebouwde dorpskom. Buiten de dorpskom is Bleret nog volledig agrarisch met vooral akkerbouw (graan- en suikerbietenteelt).

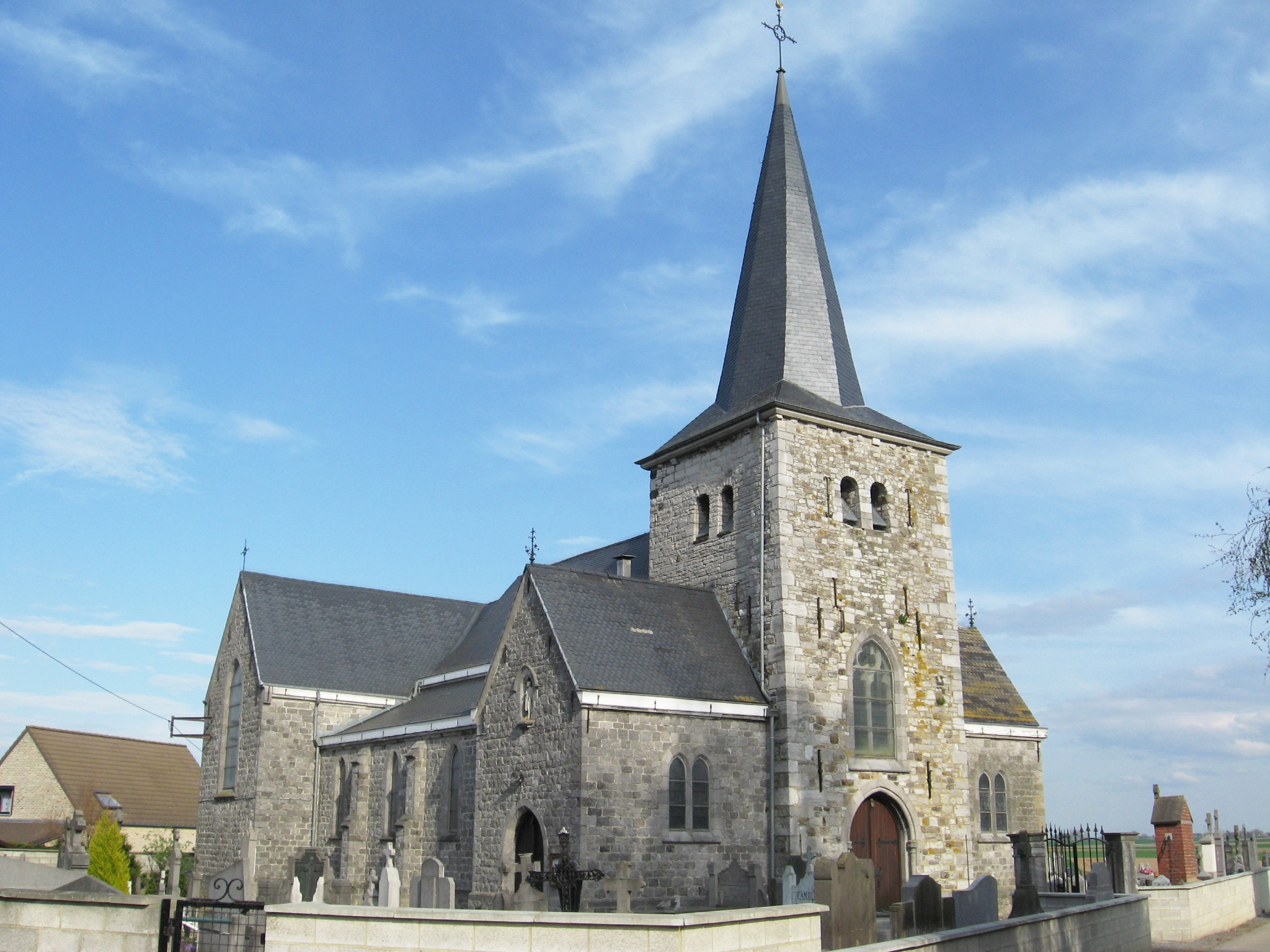
De Sint-Mauritiuskerk

## Geschiedenis
Bleret was sinds 1278 in handen van het kapittel van Sint-Denijs te Luik. De heren van Hemricourt die de heerlijkheid toen verkochten, bleven er wel de voogdij over behouden.
Sinds 1272 was Bleret een zelfstandige parochie maar na het Concordaat van 1801 verloor het zijn zelfstandigheid en werd Bleret een hulpparochie binnen de parochie Lantremange. In 1834 werd Bleret terug een zelfstandige parochie.

## Bezienswaardigheden
- De Sint-Mauritiuskerk (Église Saint-Maurice) heeft een romaanse kerktoren waarin een klok hangt uit 1371. Het schip is uit de 14e en 15e eeuw. Restauraties vonden plaats in 1759 en 1887, toen de toren werd gerestaureerd en de kerk werd vergroot, waarbij een neogotisch koor en transept werd gebouwd.
- La Pommeraie is een kasteeltje met een woonhuis van 1820 met aan de linkerkant een bijgebouw en aan de rechterkant een vierkante toren van 1910. Achter het kasteeltje ligt een park.
- Buiten de dorpskom liggen verscheidene boerderijen uit de 18de en de 19de eeuw.

## Natuur en landschap
De hoogte aan de kerk bedraagt 130 meter.

## Demografische ontwikkeling
- Bronnen:NIS, Opm:1831 tot en met 1961=volkstellingen

## Nabijgelegen kernen
Waremme, Pousset, Bovenistier
Deelgemeenten: Bettenhoven · Borgworm · Bleret · Bovenistier · Grand-Axhe · Lantremange · Liek

Overige kernen: Hartenge · Longchamps · Mouhin · Petit-Axhe

Belgische gemeenten · arrondissement Borgworm · provincie Luik · Wallonië